# 蓝田书庄遗址
蓝田书庄遗址，位于中国广东省梅州市汤西镇南礤村，为梅州市丰顺县的一个市、县级文物保护单位，类型为古遗址，公布时间为1997年4月。
蓝田书庄遗址的历史年代为宋代。